# 2000年斯里兰卡气旋
2000年斯里兰卡气旋（英語：2000 Sri Lanka cyclone，命名： 06，命名：04）是1978年以来袭击斯里兰卡的最强烈热带气旋，也是2000年北印度洋气旋季的第4场热带风暴，在该季所有气旋中强度排名第2。系统源于2000年12月25日的一片扰动天气区，在向西移动的过程中因外界环境有利而迅速增强，达到风速每小时120公里的最高强度。气旋以最高强度吹袭斯里兰卡东部，在穿越该岛期间略有减弱，然后又袭击了印度南部，于12月28日在该国上空消散。
这场风暴是1992年以来以超热带风暴强度袭击斯里兰卡的第一个热带气旋，也是继1978年以来首次有飓风强度气旋吹袭该岛。此外，这还是1996年后孟加拉湾首次在12月出现强度达到飓风标准的热带气旋。风暴产生狂风暴雨，数以万计的房屋不是被毁就是受损，导致多达50万人无家可归，还有至少9人丧生。

## 气象历史
12月21日，孟加拉湾中部的的近赤道活跃低压槽内发展出一片大气对流区并持续存在。由于所处海域的垂直风切变很弱，系统逐步组织起来，并在起初一段时间基本没有移动后开始缓慢向西前进。系统中的深层对流继续发展，中层环流也于12月23日开始形成。当天下午，联合台风警报中心发布热带气旋形成警报。到了12月23日晚，系统已发展出下层环流，其位置在深层对流南侧。扰动天气继续增强，印度气象局于12月24日清晨将其归类为强低气压。当天下午，系统组织结构呈现小幅消解迹象，但很快又重新组织起来。12月25日，联合台风警报中心开始针对位于斯里兰卡以东约250公里洋面的第04号热带气旋发布公告，公告中指出，气旋已达热带风暴强度，并且正在以每小时5公里的速度向西北偏西方向飘移，其最大持续风速为每小时70公里。此后不久，气旋中心上空发展出中心密集云区，印度气象局因此将之升级为气旋风暴。
由于受到北面的副热带高压脊影响，气旋持续保持总体向西移动。环流中心上空继续发展出深层对流，风暴逐步强化，环流各处的外流得以改善。到12月25日晚，气旋中心已由雨带紧密包裹，系统在逼近斯里兰卡海岸线期间增强成强烈气旋风暴。次日，风暴在转向西南偏西后发展出风眼，然后于12月26日在斯里兰卡亭可马里附近登陆。联合台风警报中心估计，气旋这时达到了风力时速120公里的最高强度。但印度气象局则估计风暴这时达到的最强风速达每小时165公里，已属特强气旋风暴标准。系统在陆地上空略为减弱，于12月27日清晨以热带风暴强度进入曼纳湾。气象部门起初预计风暴会缓慢强化，但系统实际上却随着对流退化而减弱，组织结构也变得混乱。气旋转向西北偏西，于12月28日以风力时速70公里强度从甘尼亚古马里县附近袭击印度南部，由于风切变增多，并且与陆地产生相互作用，系统中的对流已经很少。风暴在陆地上空迅速减弱成热带低气压，残留部分于12月29日清晨进入阿拉伯海东部后退化成低气压区。

## 影响

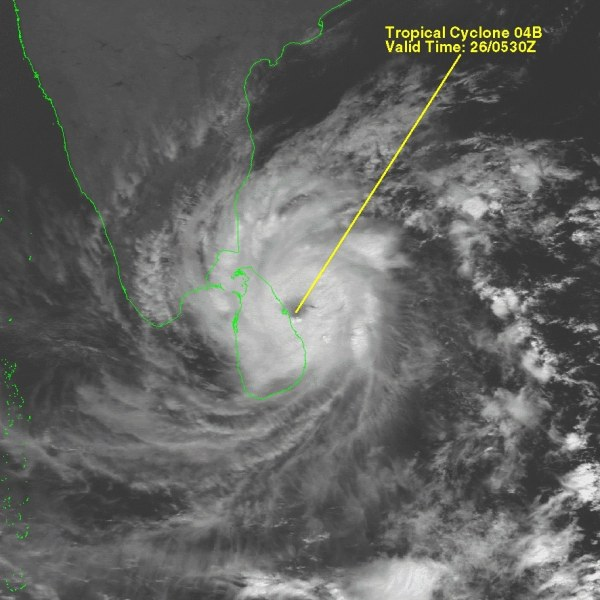
即将登陆斯里兰卡的第04B号气旋

斯里兰卡政府官员对可能受到影响的地区发布最后时限疏散令，但只有极少数人收到命令。气旋带着巨浪袭击该国东部和西部海岸线，东部多个沿海城镇共有25艘渔船沉没，普塔勒姆附近有109艘船只被水冲走。当地有8人失踪，很可能已经遇难。气旋登陆时还伴随着风暴潮，从海岸线朝内陆行进多达100米的地区都被洪水淹没。穿越该国期间，气旋产生的降雨量约为100到200毫米，这里上个月因强烈季风引发洪水，导致受灾严重，这次风暴来袭更是雪上加霜。系统登陆时，登陆点附近出现的阵风时速高达175公里。
亭可马里市内及其周边区域受灾最为严重：57人因被树枝或瓦砾砸伤而被送往当地医院就医，还有1人被倒塌的树木砸死。有一个渔村被彻底摧毁，暴雨导致许多河流、湖泊及沟渠泛滥，道路和庄稼被洪水淹没。洪灾还令约200平方公里稻田和50平方公里其它农作物毁于一旦。整个斯里兰卡有约8万3000套房屋因狂风受损或完全被毁，其中金尼亚（Kinnia）约有2000套，亭可马里6600套，气旋在岛上途经之处共有多达50万人流离失所，其中大部分人只能逃到教堂、学校、寺庙和购物中心暂避。狂风还掀掉了多间警察局和军营的屋顶，多个难民营也被洪水淹没。狂风令电气系统受损，约3000条电话线路中断，还有许多道路无法通行。大面积地区之后很多天里都没有电力供应。风暴的登陆点属泰米尔伊拉姆猛虎解放组织控制地区，但却没有出现这些地区受灾情况的报道。斯里兰卡一共有至少9人因这场风暴丧生，超过4万8000户家庭受到影响。
印度政府官员在气旋来袭前向杜蒂戈林縣发布强烈风暴警报，还警告渔夫不要出海。成千上万的居民在风暴到达前撤离到应急避难场所。风暴给印度南部海岸沿线带去大浪，杜蒂戈林市内及周边普降暴雨，导致少量低洼地区洪水泛滥。降雨还对香蕉作物造成一定程度破坏，许多树木被连根拔起，部分道路无法通行，但也很大程度上缓解了当地旱情。整个印度南部共有749套房屋因这场风暴受损，81套民宅毁于一旦，但没有出现人员丧生的报道。

## 善后

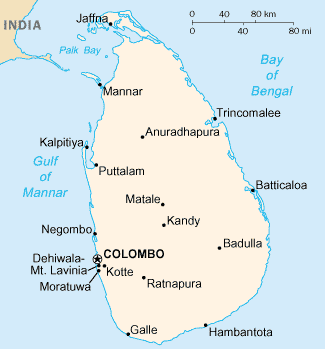
斯里兰卡地图

斯里兰卡政府的援助工作起初速度缓慢，因此受到媒体的批评。亭可马里市民因缺乏援助而在街头抗议。总理拉特纳西里·维克勒马纳亚克组织政府官员会议，提议增加救灾资金。成员数在5人或以上的家庭每星期可以获得500斯里兰卡卢比（相当于2000年的5.5美元和2025年的10.04美元）购买干粮，那些有成员遇难的家庭则可以拿到1万5000斯里兰卡卢比（相当于2000年的183美元和2025年的334.14美元）的赔偿金。政府还会向房屋受损或被毁的家庭提供1万斯里兰卡卢比（相当于2000年的122美元和2025年的222.76美元）的补偿金，并为受困灾民提供大米配给，同时国营广播电台还在呼吁大家慷慨解囊。
受气旋袭击两天内，斯里兰卡红十字会开始组织4000名志愿者前去对受灾最严重的地区提供协助。红十字会与红新月会国际联合会发出初步呼吁，捐款52万5000瑞士法郎（相当于2000年的32万3000美元和2025年的69萬美元），为约1万人提供毛毯、帐篷、食品和厨房用具。为了启动救灾工作，红十字会与红新月会国际联合会在气旋登陆数小时内就提供了10万瑞士法郎（相当于2000年的6万1000美元和2025年的11.1萬美元）。风暴过去约一个月后，红十字会已向1720户家庭各提供10块屋顶板材，还向3000户家庭提供了床单、睡垫和整套炊具。救灾工作在2001年11月7日结束，这时气旋已过去了约40个星期。

## 解释说明
1. ↑  风暴潮指平均潮汐高度和风暴产生潮汐高度之间的差距[4]。